# Safed Koh
Safed Koh ("witte berg") is een bergketen op de grens van Afghanistan en Pakistan. Het is een zuidelijke uitloper van het Hindoekoesj gebergte.
De hoogste berg is Mount Sikaram (4.761 meter). De bergen worden doorsneden door de Khyberpas. De lagere hellingen van de bergketen zijn zo goed als onbegroeid. Er groeiden ooit naaldbossen van dennenbomen en himalayaceders, maar de bebossing is tijdens de Afghaanse burgeroorlog ernstig verminderd. In de dalen vindt landbouw plaats.